# Batrisodes delaporti
Batrisodes delaporti är en skalbaggsart som först beskrevs av Aubé 1833.  Batrisodes delaporti ingår i släktet Batrisodes, och familjen kortvingar. Enligt den svenska rödlistan är arten sårbar i Sverige. Arten förekommer på Öland, Götaland och Svealand. Artens livsmiljö är skogslandskap, jordbrukslandskap.